# Linea nigra

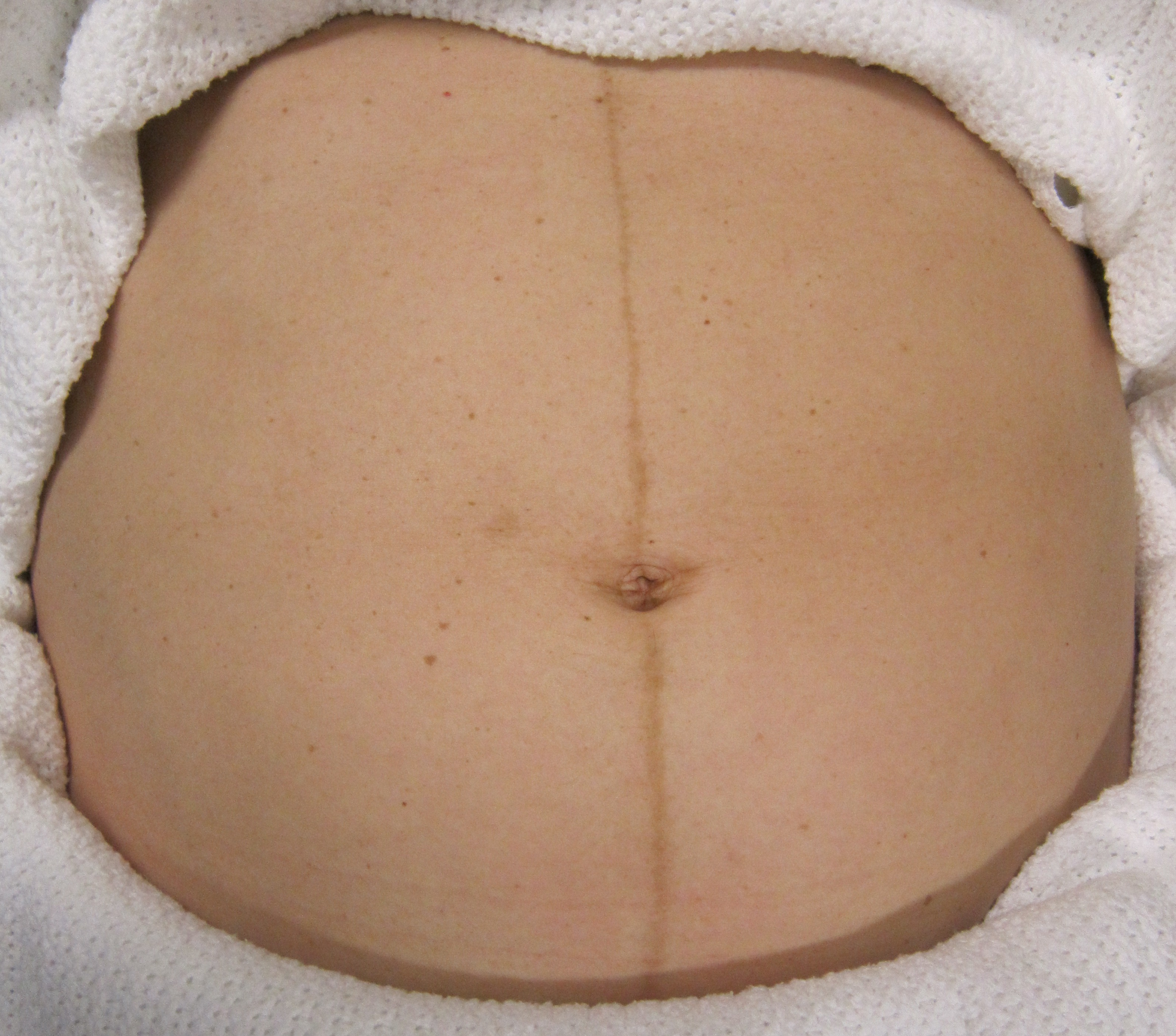
Живіт вагітної з чітко вираженою лінією

Linea nigra (лат. Linea nigra) — темна вертикальна лінія під час вагітності у приблизно трьох чвертей жінок.
Зазвичай являє собою коричневу смугу шириною близько сантиметра. Лінія проходить вертикально уздовж середньої лінії живота від лобка до пупка, але може підніматися до верхньої частини живота. Поява даної пігментації обумовлена гормональними змінами: гормони, що виробляються плацентою, впливають на меланоцити. В результаті збільшення вироблення меланіну (яке в свою чергу викликається збільшенням кількості естрогенів) можливе також потемніння сосків і шкіри навколо них.
У жінок зі світлою шкірою Linea nigra проявляється рідше, ніж у жінок зі смаглявою шкірою (більш темною пігментацією). Зникає ця пігментація через кілька місяців після пологів.